# Entomacrodus solus
Entomacrodus solus är en fiskart som beskrevs av Williams och Bogorodsky 2010. Entomacrodus solus ingår i släktet Entomacrodus och familjen Blenniidae. Inga underarter finns listade i Catalogue of Life.